# Place Méndez Núñez
La Place Méndez Núñez est une place d’origine médiévale située au cœur du centre historique de Pontevedra (Espagne).

## Origine du nom
La place doit son nom actuel au contre-amiral Casto Méndez Núñez qui a vécu au XIXe siècle dans le Pazo des Cru et Montenegro, sur le côté sud de la place.

## Historique
La place fait partie d'une structure créée lors de la deuxième extension des  remparts de la ville au XIIIe siècle.
La place est née d'une manière spontanée, formant une place ouverte à partir de l'élargissement d'une rue principale (l'actuelle rue Sarmiento) et du croisement d'autres rues secondaires comme la rue Don Gonzalo. Son premier nom connu était Campo da Herva, qui faisait allusion à son origine en tant que lieu inhabité, à l'extérieur de l'enceinte fortifiée, où les premiers trocs pouvaient avoir lieu dans la ville,.
Plus tard, la place a été appelée Plaza del Campo Verde et Plaza de las Gallinas, en raison du marché aux volailles qui s'y tenait. Son activité principale était celle d'un lieu de transactions commerciales.
La noble famille Cru et Montenegro a vécu à partir du XVe siècle dans le Pazo situé dans la partie sud de la place. Au XIXe siècle, le contre-amiral Casto Méndez Núñez a également vécu dans ce pazo, où il est mort le 21 août 1869. C'est pourquoi, le 31 août 1875, la place a reçu le nom de Place Méndez Núñez.
À la fin du XIXe siècle, les frères et soeur Soledad et Jesús Muruais deviennent les propriétaires du Pazo des Cru et Montenegro, faisant de la place un lieu de référence grâce à sa grande bibliothèque, située au rez-de-chaussée du pazo et comprenant, entre autres, des ouvrages de littérature européenne (surtout française), des livres d'art et des revues, extrêmement importantes à l'époque en tant qu'exposantes de ce qui se passait dans les villes et dans les mouvements artistiques.
À la fin du XIXe siècle et au début du XXe siècle, Valle-Inclán, ami de Jesús Muruais, fréquentait régulièrement cette bibliothèque et participait aux célèbres réunions qui s'y tenaient.
La place a été rénovée en 2002. Sa physionomie actuelle date de cette période.

## Description
La place a une forme trapézoïdale et les rues Sarmiento, Palma, Don Gonzalo, César Boente et San Xulián y convergent.
La place est pavée et piétonne, comme le reste du centre historique de la ville. Après la rénovation de 2002, les bancs de pierre et les lampadaires qui se trouvaient sur la place ont disparu et celle-ci est devenue un espace complètement ouvert.
La place est dominée sur son côté est par un grand magnolia centenaire, qui se trouve dans le jardin urbain du Pazo des Cru et Montenegro. On accède à la place du côté sud de la rue Don Gonzalo par un arc qui fait partie de ce manoir.
Les maisons du côté nord de la place avaient des arcades, dont il reste quelques colonnes caractéristiques, et quelques arcades du côté ouest, déjà sur la rue Sarmiento.
Depuis le 26 juin 2003, une statue de Valle-Inclán se dresse sur le côté sud-est de la place, comme s'il venait de quitter la maison des Muruais, où il avait l'habitude de se rendre à la bibliothèque et d'assister à des réunions culturelles dans le bureau de Jesús Muruais.

## Bâtiments remarquables

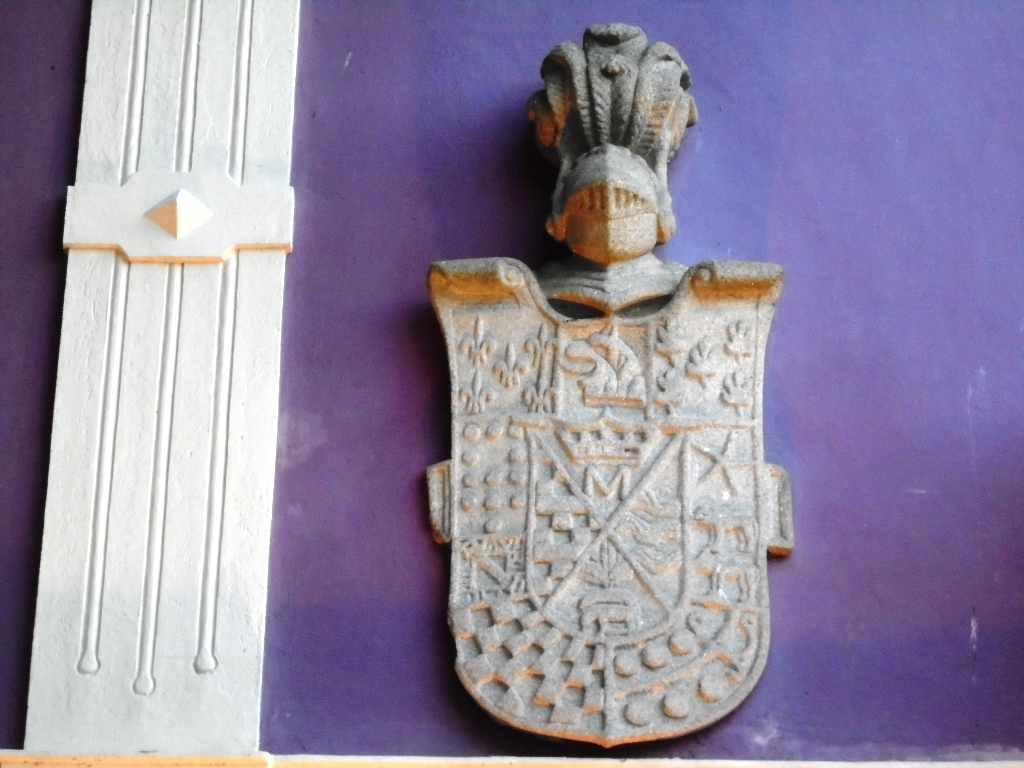
Armoiries du pazo des Cru et Montenegro.

Sur le côté sud de la place se trouve le Pazo de los Cru et Montenegro, qui traverse la Rue Don Gonzalo avec son arc brisé. Ce manoir date du XVe siècle, bien qu'il ait subi de nombreuses modifications ultérieures, notamment au XVIe siècle et au XIXe siècle. Sa façade a été reconstruite dans le style éclectique et elle possède un grand blason en pierre du XVIIe siècle, connu sous le nom de Blason des Douze Lignées, avec les armes des Montenegro, Mariño, Sotomayor et Cru, et des portes-fenêtres avec des balcons à l’étage. Le manoir conserve les vestiges de sa tour crénelée primitive, dont les créneaux ont été remplacés par un toit conventionnel,.
Le Pazo des Mosquera se trouve à l'ouest de la place. Sa construction a commencé au XVIe siècle et a été modifiée au  XVIIIe siècle. Le dernier étage a été ajouté au XXe siècle. Jusque-là, il n'avait qu'un rez-de-chaussée et un étage inférieur. Les armoiries de la façade appartiennent à Luis Mosquera Sotomayor, qui y a vécu au XVIe siècle. L'intérieur du manoir a été divisé en habitations. Au début du XXe siècle, ce bâtiment abritait l'école Balmes, où l'écrivain d'avant-garde Luis Amado Carballo a fait ses premières études.

## Culture
Sur le côté ouest de la place se trouve l'une des plus anciennes librairies de Galice, la librairie Cao, fondée en 1948 et spécialisée dans les livres rares, épuisés et anciens,.

## Galerie d'images

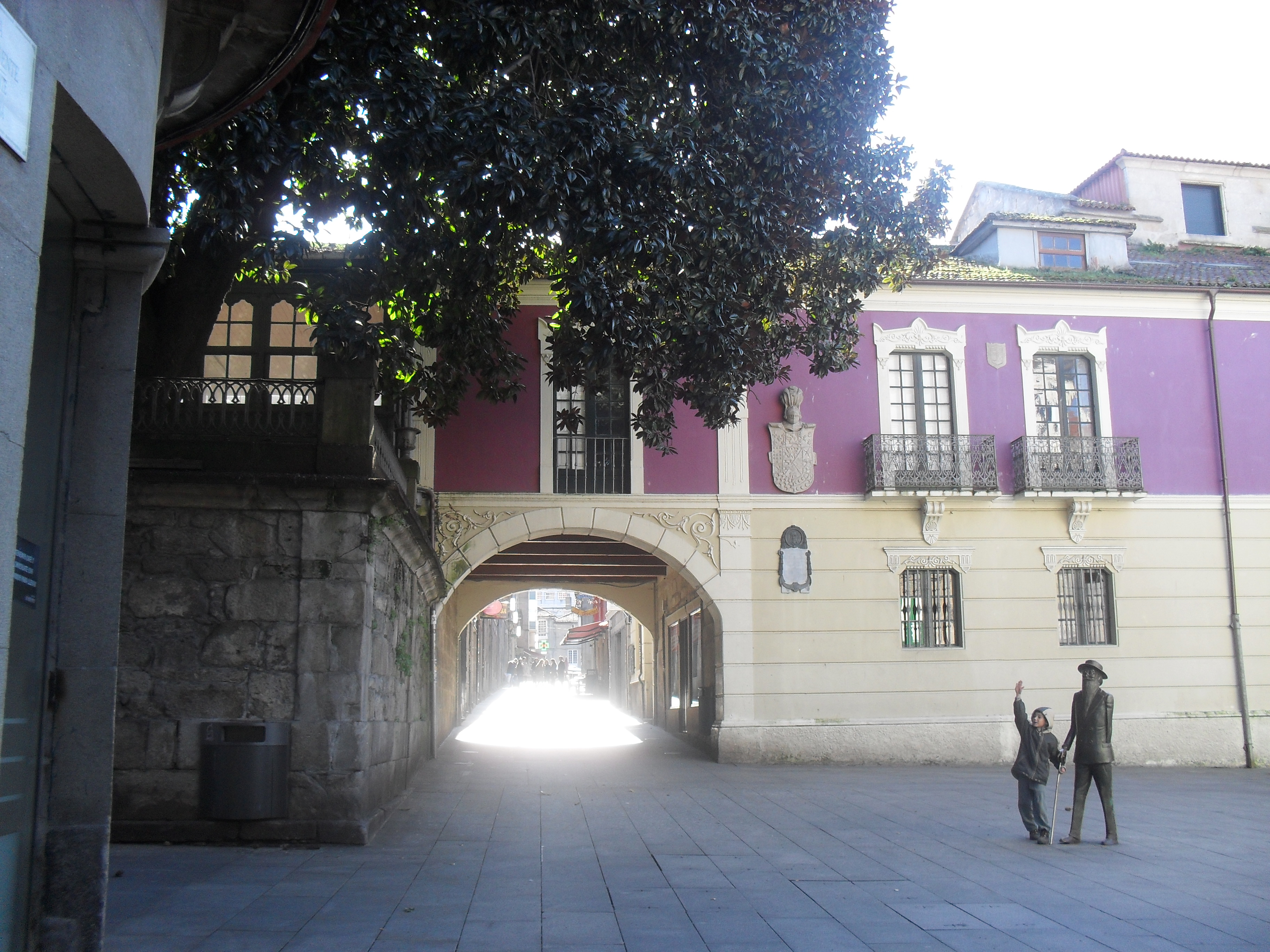
Magnolia centenaire et arc  du pazo des Cru et Montenegro.
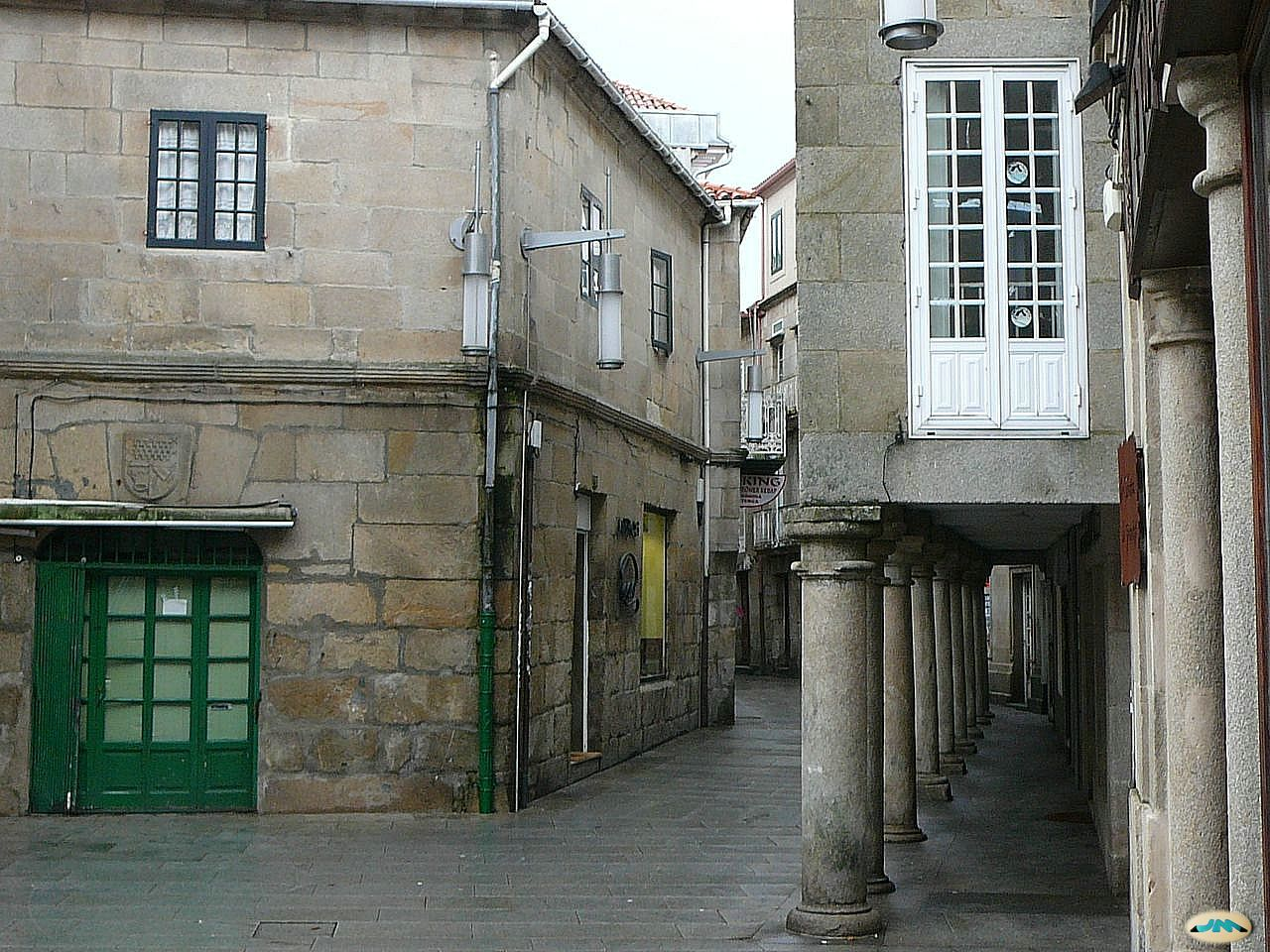
Arcades des maisons du côté nord de la place.
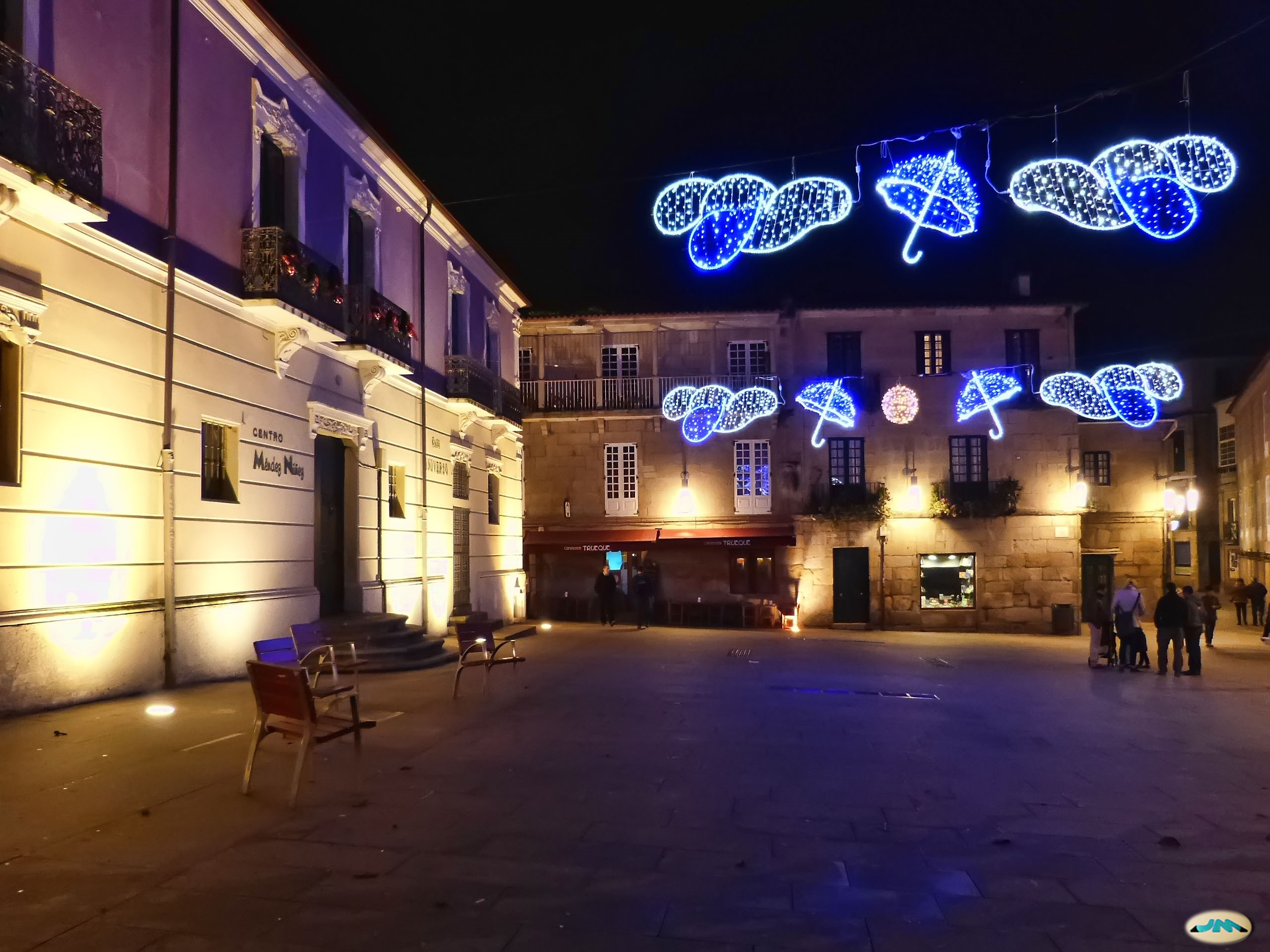
La place, la nuit.
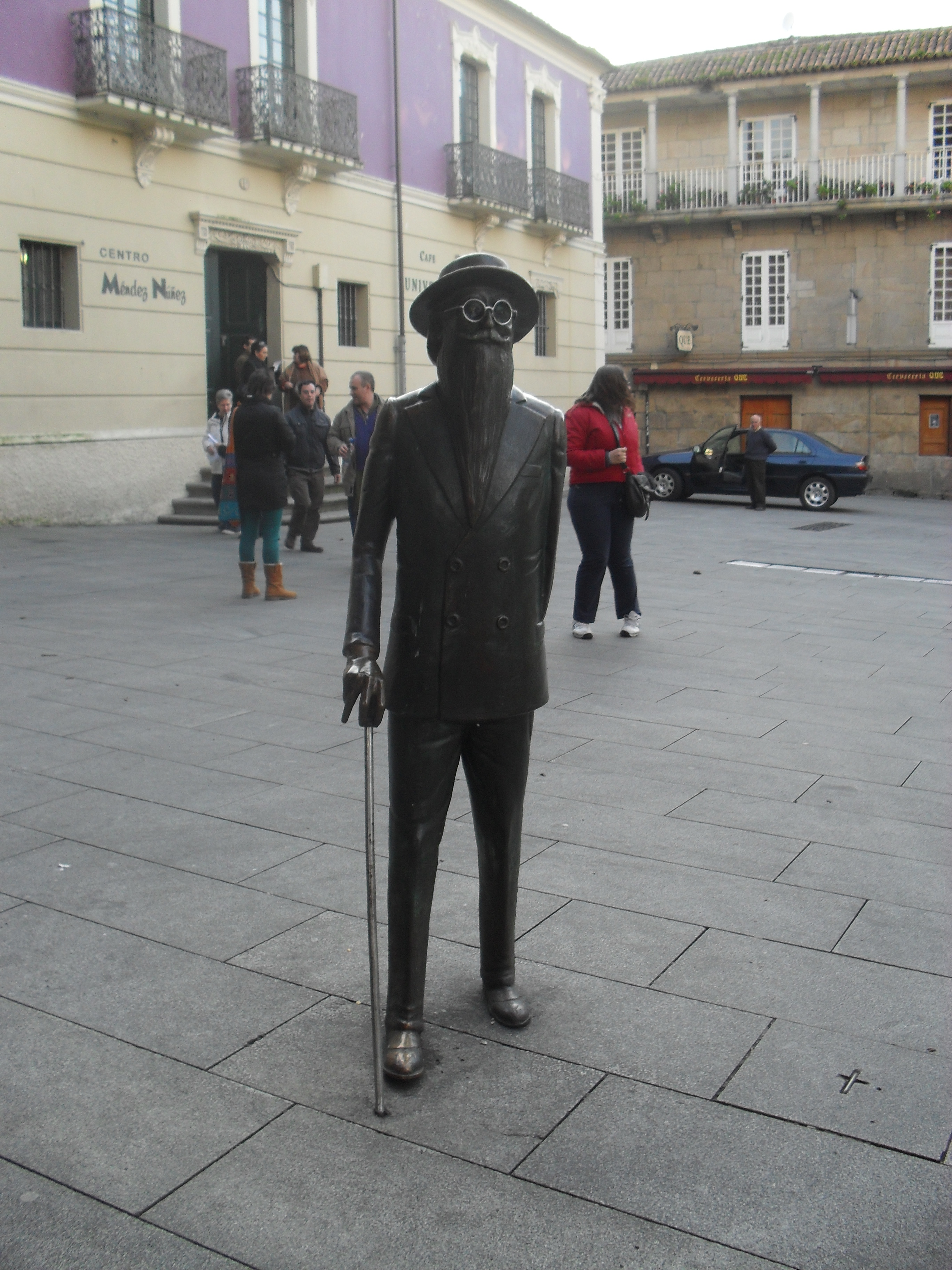
Statue de Valle-Inclán.
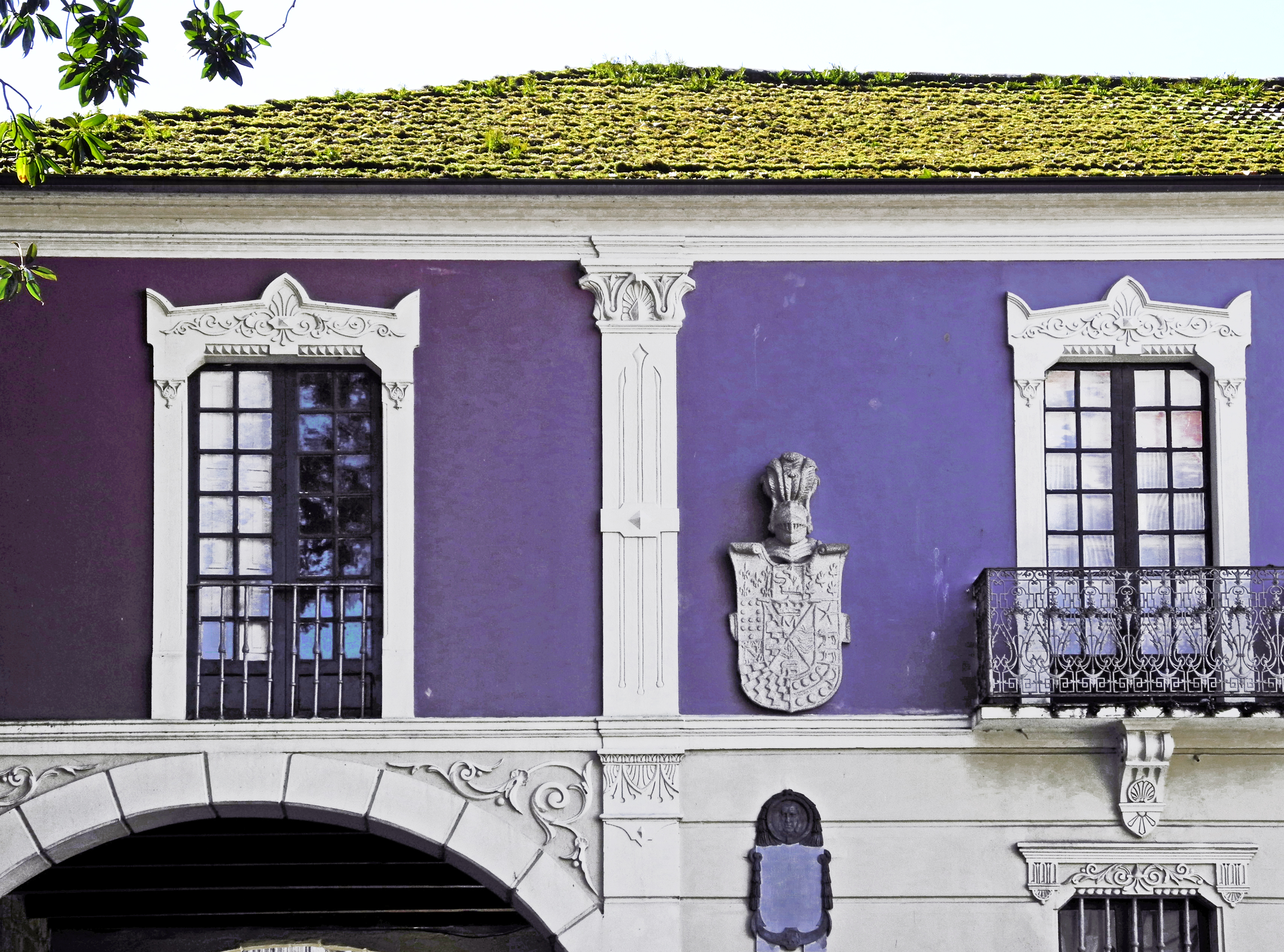
Pazo des Cru et Montenegro.
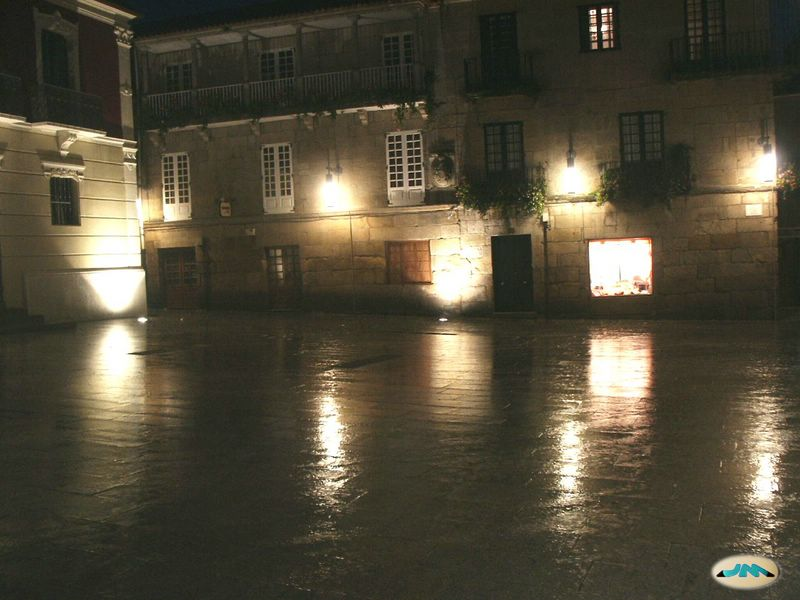
Pazo des Mosquera.
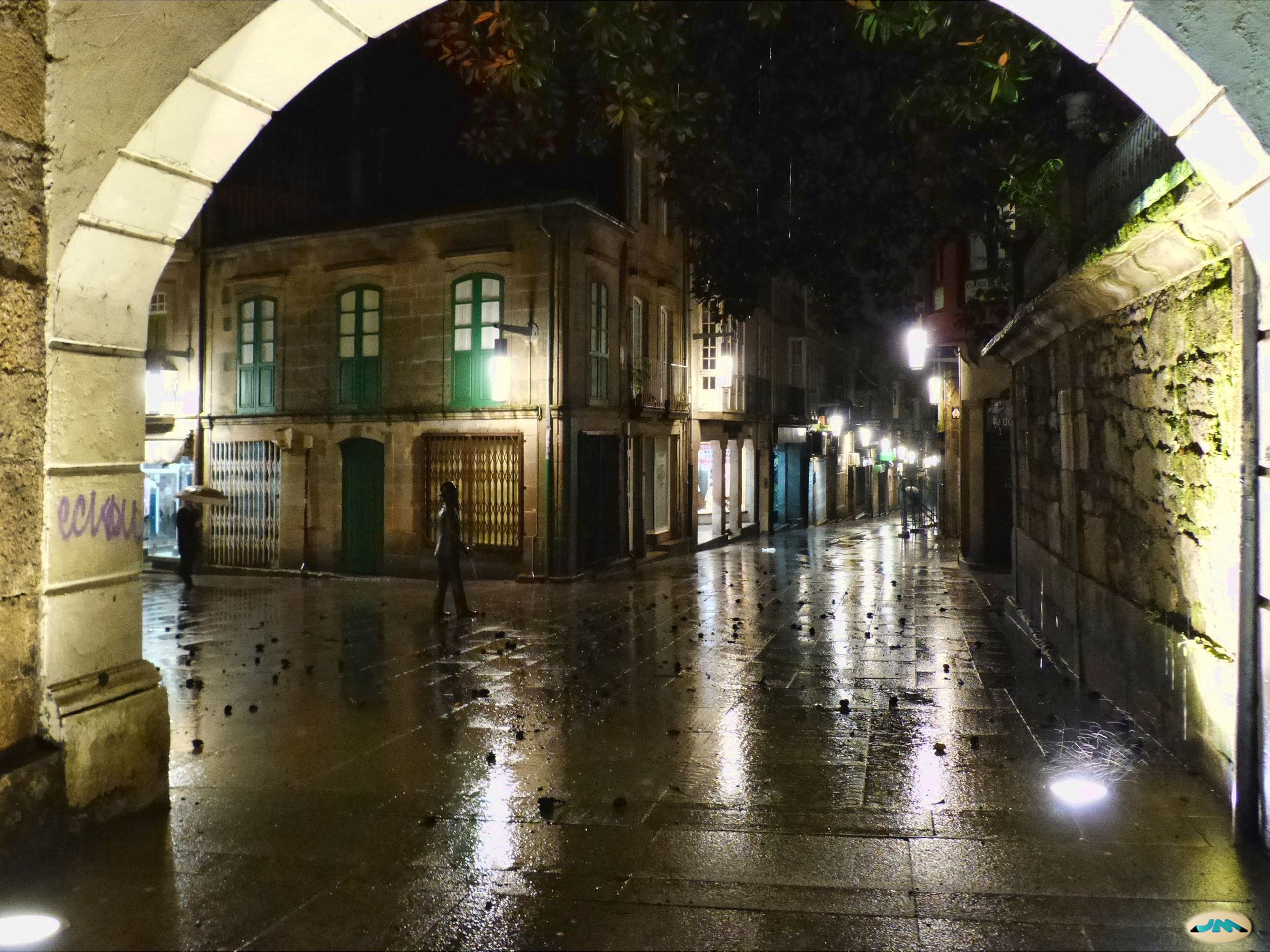
Arc du pazo des Cru et Montenegro, rue Don Gonzalo.